# John Ensign
John Eric Ensign (Roseville, 25 de março de 1958) é um político estadunidense. Foi senador de Nevada, entre janeiro de 2001 a maio de 2011, quando renunciou ao cargo. Ele é membro do Partido Republicano.

## Vida pessoal
Ensign é membro da Igreja do Evangelho Quadrangular, é o único pentecostal no Senado. Ele reside na influente casa religiosa C Street, em Washington, D.C. Ensign mudou-se da casa C Street, em novembro de 2009, após a divulgação de um caso extraconjugal, relatórios informaram que ele usou de sua influência para pressionar vários partidos para se manterem quietos sobre isso. Quando em Las Vegas ele freqüentava uma igreja Quadrangular. De acordo com o The New York Times, durante a faculdade no estado de Colorado, ele se tornou um cristão renascido junto com sua esposa, Darlene, estavam ativos no Promise Keepers, um grupo evangélico.
Ele e sua esposa têm três filhos.
Ele é um membro da da Família também conhecido como o Clube, descrito por proeminentes cristãos evangélicos como um das mais politicamente bem relacionadas organizações fundamentalistas os E.U.A